# 1.ª Brigada Paraquedista Independente Polonesa

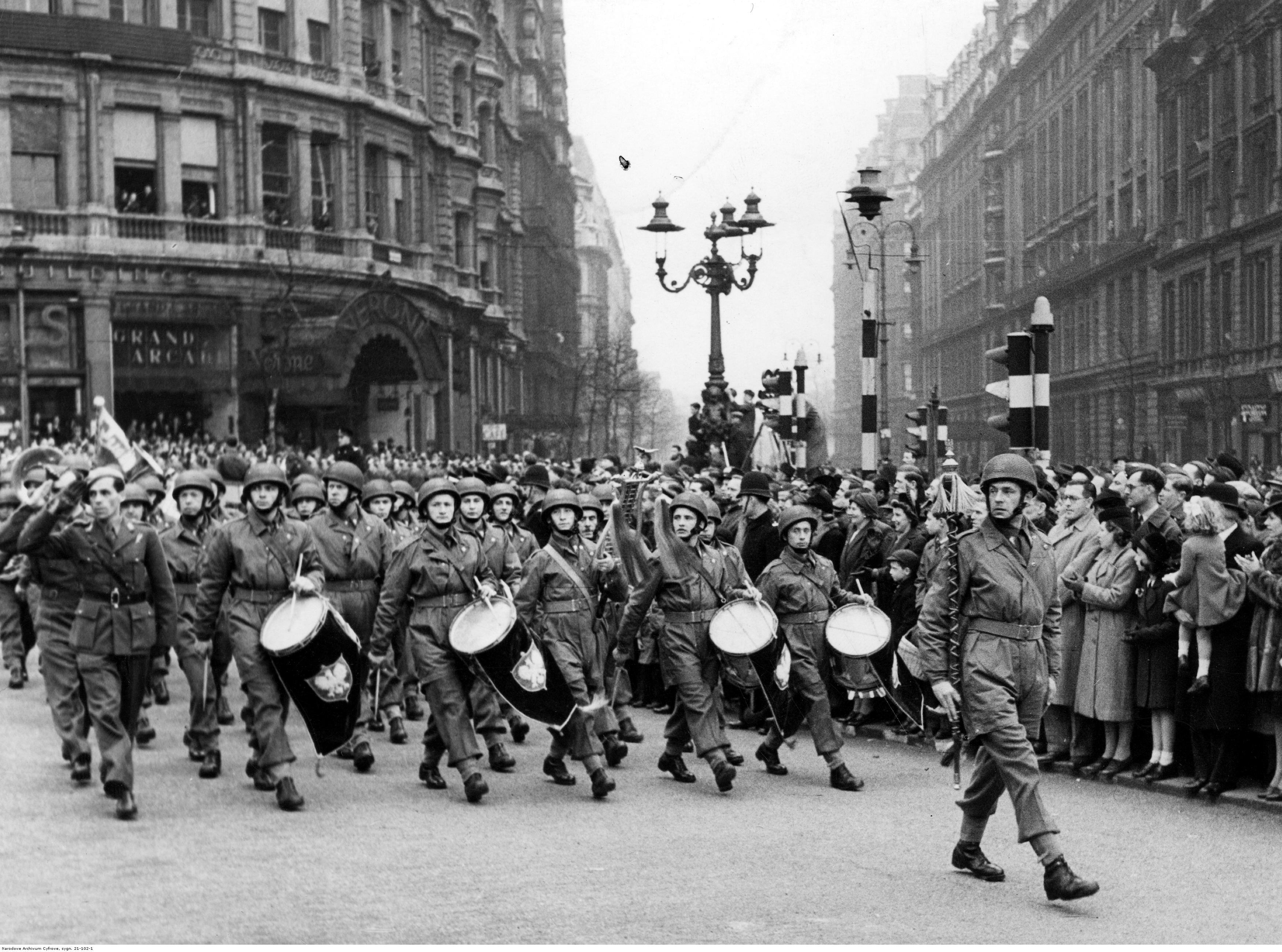
Membros da 1ª Brigada polonesa.

1ª Brigada Paraquedista Independente Polonesa (Samodzielna Brygada Spadochronowa) foi uma brigada paraquedista criada durante da II Guerra Mundial por militares poloneses no exílio após a ocupação da Polônia pela Alemanha Nazista em 1939. Comandada pelo major-general Stanisław Sosabowski, foi formada na Escócia em setembro de 1941 e tinha a missão exclusiva de saltar na Polônia ocupada para ajudar a libertar o país das tropas nazistas.
O governo britânico, porém, pressionou os aliados poloneses exilados a permitirem a utilização dos paraquedistas no teatro de guerra ocidental geral. Assim, a brigada entrou em combate em 21 de setembro de 1944 durante a Operação Market Garden em apoio à 1ª Divisão Aerotransportada britânica na Batalha de Arnhem, na Holanda, saltando sobre Driel, pequena cidade 4 km a sudoeste de Arnhem, na margem sul do rio Reno. Os paraquedistas poloneses sofreram pesadas baixas nos oito dias da batalha mas ainda assim foram capazes, por sua presença, de manter 2500 soldados e dezenas de tanques alemães presos na região, para impedir que eles apoiassem os remanescentes da divisão transportada britânica encurralada ao longo do baixo Reno em Oosterbeek.

## História
A brigada foi originalmente treinada numa área próxima a uma instalação da RAF na Escócia e posteriormente baseada em Lancashire antes de sua mobilização após o Dia-D. Foi formada pelo governo polonês no exílio, baseado em Londres, com o objetivo específico de apoiar a resistência polonesa quando da insurreição do país, um plano criticado pelos britânicos que não a achavam em condições de dar o apoio necessário. A pressão do Gabinete de Guerra britânico fez com que os poloneses finalmente concordassem em operar no teatro de guerra da frente ocidental. Em 6 de junho de 1944, a brigada, originalmente a única força de combate subordinada diretamente e exclusivamente ao governo polonês exilado e portanto independente do comando britânico, foi colocada sobe o mesmo comando de todas as outras forças de combate do oeste e designada para participar de várias operações após a invasão da Normandia, mas todas elas acabaram canceladas. Em 27 de julho, cientes da proximidade do Levante de Varsóvia, os poloneses pediram aos britânicos que fornecessem apoio aéreo à insurreição, incluindo o lançamento dos paraquedistas nos arredores de Varsóvia, o que foi recusado pelas dificuldades operacionais envolvidas e a impossibilidade de uma correta sincronia de movimentos com os soviéticos, que chegavam às proximidades de Varsóvia vindo do leste. Ela iria finalmente entrar em combate dois meses depois, em setembro de 1944, durante a Operaçao Market Garden, na Holanda.
No terceiro dia de batalha, 19 de setembro, a bateria antitanque da brigada foi levada para Arnhem, em apoio aos britânicos que lutavam em Oosterbeek, uma vila a cinco quilômetros dali, deixando o general Sosabowski  sem qualquer capacidade de artilharia contra os Panzers; a bateria de artilharia ligeira da brigada havia sido deixada na Inglaterra devido à escassez de planadores para transporte. Por causa do mau tempo com muita neblina e da escassez de transporte aéreo, o salto sobre Driel foi adiado por dois dias, para 21 de setembro; 35 planadores com paraquedistas poloneses foram mantidos no chão, o que causaria grande efeito na bataha que já se desenrolava entre britânicos e alemães em Arnhem. :269-270 Forças britânicas em terra, a King's Own Scottish Borderers, eram esperadas para proteger a zona de salto, mesmo com dificuldades de comunicação por rádio, posição de combate difícil e mau tempo. Finalmente, o 2º Batalhão acrescido de elementos do 3º Batalhão, de pessoal médico, engenheiros e integrantes da companhia do Estado-Maior da brigada foram jogados sobre o leste de Driel sob pesado fogo alemão e em meio à retirada de tropas britânicas, o que lhes causou pesadas baixas.:271 Eles invadiram a vila depois de notarem que o ferry de Heveadorp havia sido destruído. Sua chegada, porém, obrigou os alemães a desviar mais forças para a área, dando algum alívio aos britânicos.:16 Entraram em formação defensiva e dali tentaram cruzar o rio Reno em botes, sendo fortemente repelidos pelos alemães das Waffen-SS do outro lado. Fizeram alguns barcos improvisados e com grande diculdade e sob fogo das tropas inimigas entricheiradas em  Westerbouwing,  na margem norte do rio, conseguiram colocar 153 paraquedistas do outro lado em dois dias, o que permitiu cobrir a retirada dos remanescentes da 1ª Divisão Aerotransportada britânica que havia sido cercada pelos alemães em Oosterbeek.
Em 26 de setembro de 1944, a brigada, agora completada pelos outros batalhões que haviam saltado em Grave, recebeu ordens de avançar para  Nijmegen,onde defendeu o corredor de terra libertado pelos ingleses, antes de retornar à Inglaterra em outubro.:436 Ela havia perdido 25% de sua força de combate, com 590 baixas; em Driel, ficaram 94 soldados poloneses mortos, e 111 deles foram capturados pelos alemães.:439
Em 1945 a brigada foi integrada à 1ª Divisão Blindada Polonesa e se encarregou de tarefas de ocupação no norte da Alemanha até ser dissolvida em 30 de junho de 1947. A maioria de seus integrantes preferiu viver no exílio a voltar para a Polônia agora sob governo comunista.

## Honrarias pós-guerra
Em 31 de maio 2006, mais de 60 anos após o fim da II Guerra Mundial, a 1ª Brigada Paraquedista Polonesa foi condecorada com a Militaire Willems-Orde, a mais antiga e mais alta honraria dos Países Baixos, em Haia, pelas mãos da rainha Beatrix. Seu comandante, o general Sosabowski, recebeu o Bronzen Leeuw (O Leão de Bronze) post mortem.